# 보스턴 (링컨셔주)

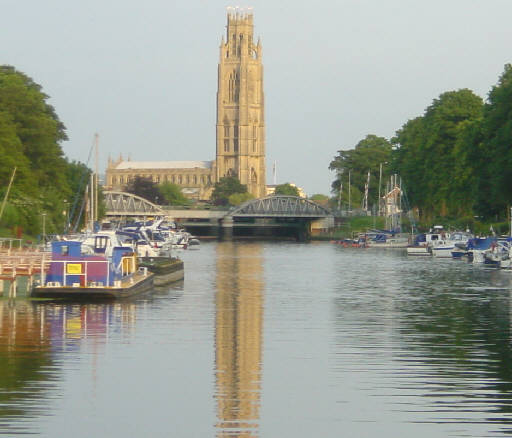
보스턴

보스턴(Boston)은 영국 링컨셔주의 도시로, 인구는 35,124명이다. 미국 보스턴과 완만한 우호 관계 파트너십 관계를 갖고있다.

## 같이 보기
- 보스턴 유나이티드 FC